# Nikolai Trússov
Nikolai Vassílievitx Trússov (en rus:Николай Васильевич Трусов) (Sant Petersburg, 2 de juliol de 1985) és un ciclista rus, ja retirat, que fou professional del 2004 al 2019. En el seu palmarès destaca una etapa de la Volta a Catalunya de 2009. El 2008 va prendre part en els Jocs Olímpics d'Estiu de Pequín, on fou sisè en la prova de persecució per equips del programa de ciclisme.

## Palmarès en ruta
- 2005
  - 1r a la Clásica Memorial Txuma
- 2006
  - Vencedor d'una etapa de la Volta a Lleida
  - Vencedor de 4 etapes dels Cinc anells de Moscou
  - Vencedor d'una etapa del Cinturó de Mallorca
- 2007
  - Vencedor d'una etapa de la Volta a la Gran Bretanya
- 2009
  - 1r al Duo Normand, amb Artiom Ovetxkin
  - Vencedor d'una etapa de la Volta a Catalunya

### Resultats al Giro d'Itàlia
- 2007. 133è de la classificació general
- 2008. 114è de la classificació general

### Resultats a la Volta a Espanya
- 2008. Abandona (7a etapa)

### Resultats al Tour de França
- 2009. 122è de la classificació general

## Palmarès en pista
- 2002
  -  Campió d'Europa júnior en Persecució
- 2003
  -  Campió del món júnior en Madison (amb Mikhail Ignatiev)
  -  Campió del món júnior en Persecució per equips (amb Mikhail Ignatiev, Anton Mindlin i Kirill Demura)
  -  Campió d'Europa júnior en Persecució per equips (amb Mikhail Ignatiev, Anton Mindlin i Vladimir Isaychev)

### Resultats a laCopa del Món
- 2005-2006
  - 1r a Los Angeles, en Persecució per equips
  - 1r a Moscou, en Madison
- 2006-2007
  - 1r a Sydney, en Persecució per equips
  - 1r a Sydney, en Madison